# フライトナイト2/バンパイヤの逆襲
『フライトナイト2/バンパイヤの逆襲』（フライトナイトツー バンパイヤのぎゃくしゅう、Fright Night Part 2）は1988年のアメリカ合衆国のホラー映画。監督はトミー・リー・ウォーレス、出演はロディ・マクドウォールとウィリアム・ラグズデールなど。1985年の映画『フライトナイト』の続編である。
『フライトナイト2 バンパイアの逆襲』と表記されることもある。
コメディ・ホラーだった前作と比べ、コメディ色は少なめである。

## キャスト
ピーター・ヴィンセント
演 - ロディ・マクドウォール
ヴァンパイアキラー。前作でチャーリーと組んで本物のバンパイアと戦った。番組ホストだけのインチキな偽者かと思われていたが本物のバンパイアキラーとなり強敵に苦戦しながらもバンパイアに戦いを挑んでいく。
チャーリー・ブリュースター
演 - ウィリアム・ラグズデール
高校生。3年前に隣家に住むヴァンパイアを退治した。前作の彼女だったエイミーは語られることがなく本作ではいなかったことにされている。
アレックス
演 - トレイシー・リン
レジーン・ダンドリッジ
演 - ジュリー・カーメン
3年前にチャーリーに殺されたヴァンパイアの妹。チャーリーに復讐しようとする。
ルイ
演 - ジョナサン・グリース

## 作品の評価
Rotten Tomatoesによれば、10件の評論のうち高評価は30%にあたる3件で、平均点は10点満点中4.43点となっている。